# Новомиколаївська сільська рада (Новобузький район)
Новомикола́ївська сільська́ ра́да — адміністративно-територіальна одиниця та орган місцевого самоврядування в Новобузькому районі Миколаївської області. Адміністративний центр — село Новомиколаївка.

## Загальні відомості
- Територія ради: 0,95 км²
- Населення ради: 885 осіб (станом на 2001 рік)

## Населені пункти
Сільській раді підпорядковані населені пункти:
- с. Новомиколаївка
- с. Веселий Поділ
- с. Майське
- с. Павлівка
- с. Привільнянське

## Склад ради
Рада складається з 14 депутатів та голови.
- Голова ради: Овчаренко Ольга Миколаївна

### Керівний склад попередніх скликань
- Баладинський Іван Степанович
- Кравчина Конон Іванович
- Стебліна Олександра Опанасівна
- Безрук Іван Єгорович
- Безрук Микола Іванович
- Куценко Володимир Федотович (1979–1980)
- Падурець Тамара Іванівна
- Гуров Іван Іванович
- Михайленко Валентина Іванівна
- Мулява Григорій Анатолійович
- Остапчук Оксана Анатоліївна

| Прізвище, ім'я, по батькові | Основні відомості | Дата обрання | Дата звільнення |
| --------------------------- | --- | ------------ | --------------- |
| Овчаренко Ольга Миколаївна  | Сільський голова, 1962 року народження, освіта середня спеціальна, член Соціал-демократичної партії України (об'єднаної) | 26.03.2006   | 31.10.2010      |
| Овчаренко Ольга Миколаївна  | Сільський голова, 1962 року народження, освіта середня спеціальна, член Партії регіонів                                  | 31.10.2010   |                 |

Примітка: таблиця складена за даними сайту Верховної Ради України

### Депутати
За результатами місцевих виборів 2010 року депутатами ради стали:

#### За суб'єктами висування
| Суб'єкт висування           | Кількість обраних депутатів | %    |
| --------------------------- | --------------------------- | ---- |
| Партія регіонів             | 13                          | 92,9 |
| Комуністична партія України | 1                           | 7,1  |

#### За округами
| № округу                    | Прізвище, ім'я, по батькові      | Дата визнання обраним | Освіта  | Партійна приналежність | Відомості про обраного депутата                            |
| --------------------------- | -------------------------------- | --------------------- | ------- | ---------------------- | ---------------------------------------------------------- |
| Комуністична партія України |                                  |                       |         |                        |                                                            |
| 6                           | Безрук Микола Валерійович        | 03.11.2010            | середня | позапартійний          | студент                                                    |
| Партія регіонів             |                                  |                       |         |                        |                                                            |
| 1                           | Тарахненко Валентина Петрівна    | 03.11.2010            | середня | позапартійна           | Новомиколаївська загальноосвітня школа, вчитель            |
| 2                           | Легета Петро Георгійович         | 03.11.2010            | середня | позапартійний          | тимчасово не працює                                        |
| 3                           | Рибак Галина Юріївна             | 03.11.2010            | середня | позапартійна           | Новомиколаївський ДНЗ, вихователь                          |
| 4                           | Баладинська Наталія Леонідівна   | 03.11.2010            | вища    | член Партії регіонів   | Новомиколаївська загальноосвітня школа, вчитель            |
| 5                           | Мулява Ольга Миколаївна          | 03.11.2010            | вища    | член Партії регіонів   | Новомиколаївська сільська рада, секретар                   |
| 7                           | Кравчук Олена Віталіївна         | 03.11.2010            | середня | член Партії регіонів   | Новомиколаївський фельдшерсько-акушерський пункт, фельдшер |
| 8                           | Шумілова Тетяна Миколаївна       | 03.11.2010            | середня | позапартійна           | тимчасово не працює                                        |
| 9                           | Демиденко Світлана Олександрівна | 03.11.2010            | середня | член Партії регіонів   | тимчасово не працює                                        |
| 10                          | Федак Михайло Юрійович           | 03.11.2010            | середня | член Партії регіонів   | приватний підприємець                                      |
| 11                          | Романовська Вікторія Миколаївна  | 03.11.2010            | середня | член Партії регіонів   | тимчасово не працює                                        |
| 12                          | Батюченко Сергій Євдокимович     | 03.11.2010            | середня | член Партії регіонів   | Новомиколаївська загальноосвітня школа, робітник           |
| 13                          | Стужук Агнеса Вікторівна         | 03.11.2010            | середня | член Партії регіонів   | УПСЗН, соціальний працівник                                |
| 14                          | Костецький Юрій Григорович       | 03.11.2010            | середня | член Партії регіонів   | тимчасово не працює                                        |